# ساحل ساوثرن داون

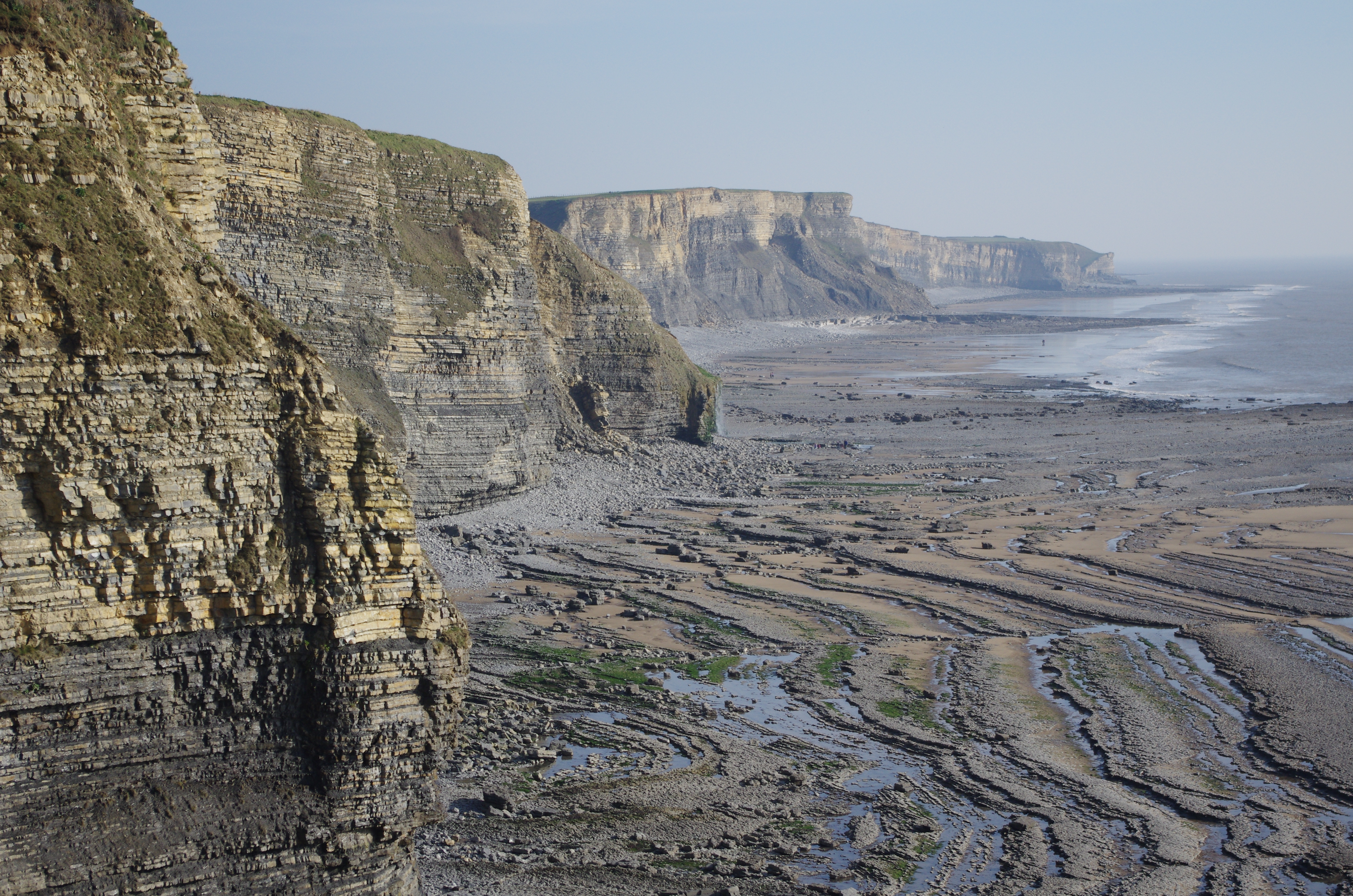
المنحدرات على ساحل جلامورجان التراثي جنوب منتزه دونرافين.

يعد ساحل سوثرن داون موقعاً ذا أهميةٍ علميةٍ خاصة (SSSI) ضمن مجتمع St Brides Major (سانت برايدز ميجر)، في Vale of Glamorgan (وادي جليمورغان)، وتحديداً في South Wales (جنوب ويلز). ويشكل جزءًا من الساحل التراثي في Glamorgam (جليموغان)، ويحدها ساحل Monknash (مونكناش) من الجنوب الشرقي. والقرى المجاورة لها هي قرية Southerndown (سوثرن داون) وقرية Ogmore-by-Sea (أوغمور باي سي). ويمتد هذا الموقع ذو الأهمية العلمية الخاصة (SSSI) على مسافة 5 كيلومترات (3 أميال) من الساحل المقابل للجنوب الغربي، مع منحدرات من الصخور الجيرية، والشواطئ الشاسعة، والأرصفة البحرية التحاتية المتشققة شقوقاً عميقة.

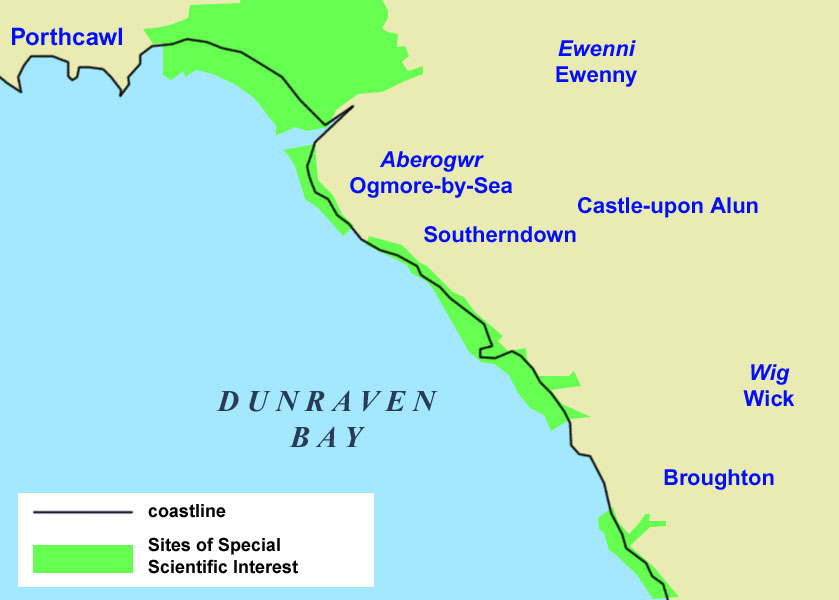
خريطة لساحل Southerndown تشير إلى مناطق المواقع ذات الأهمية العلمية الخاصة.

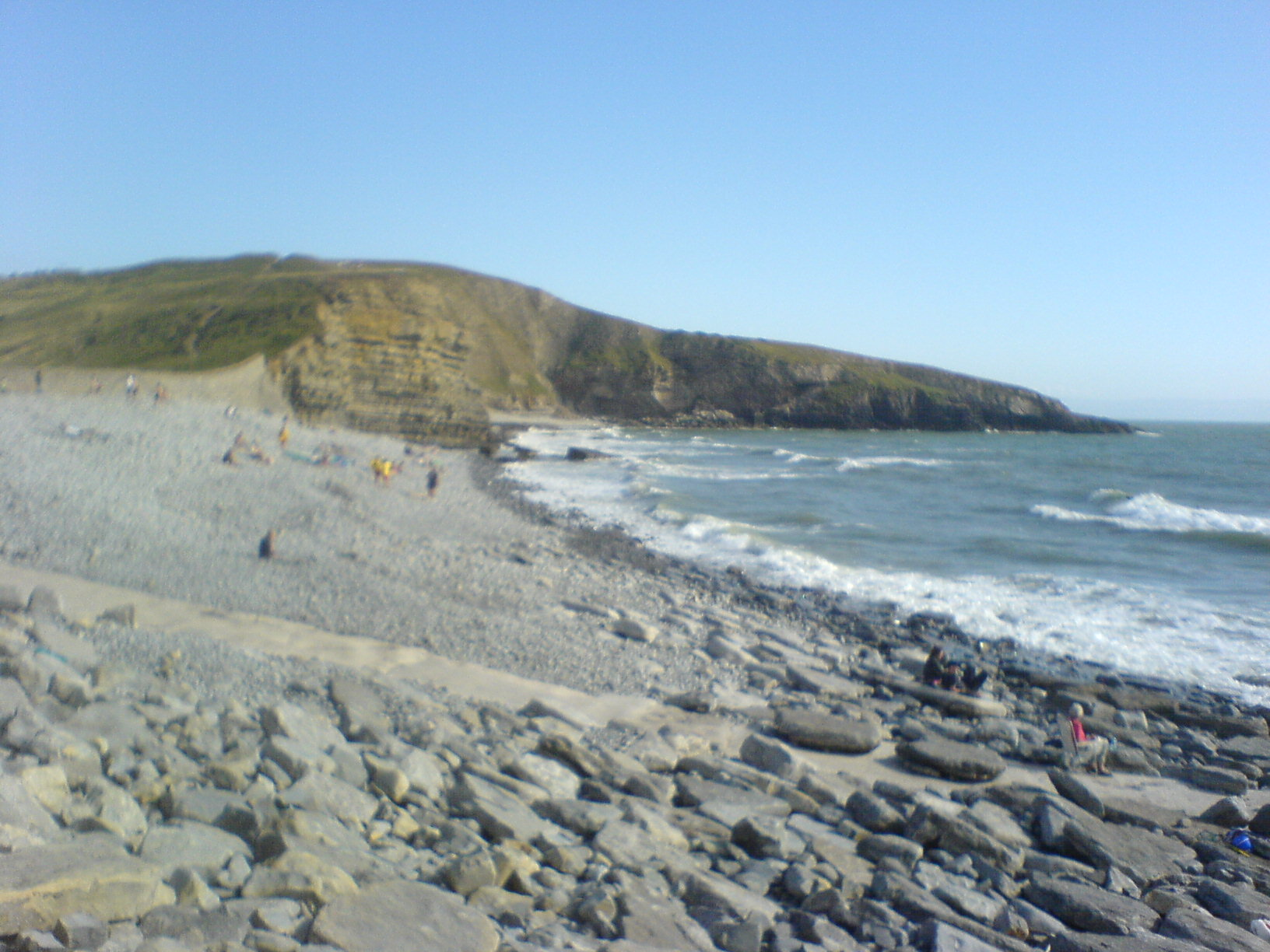
ساحل ساوثرن داون

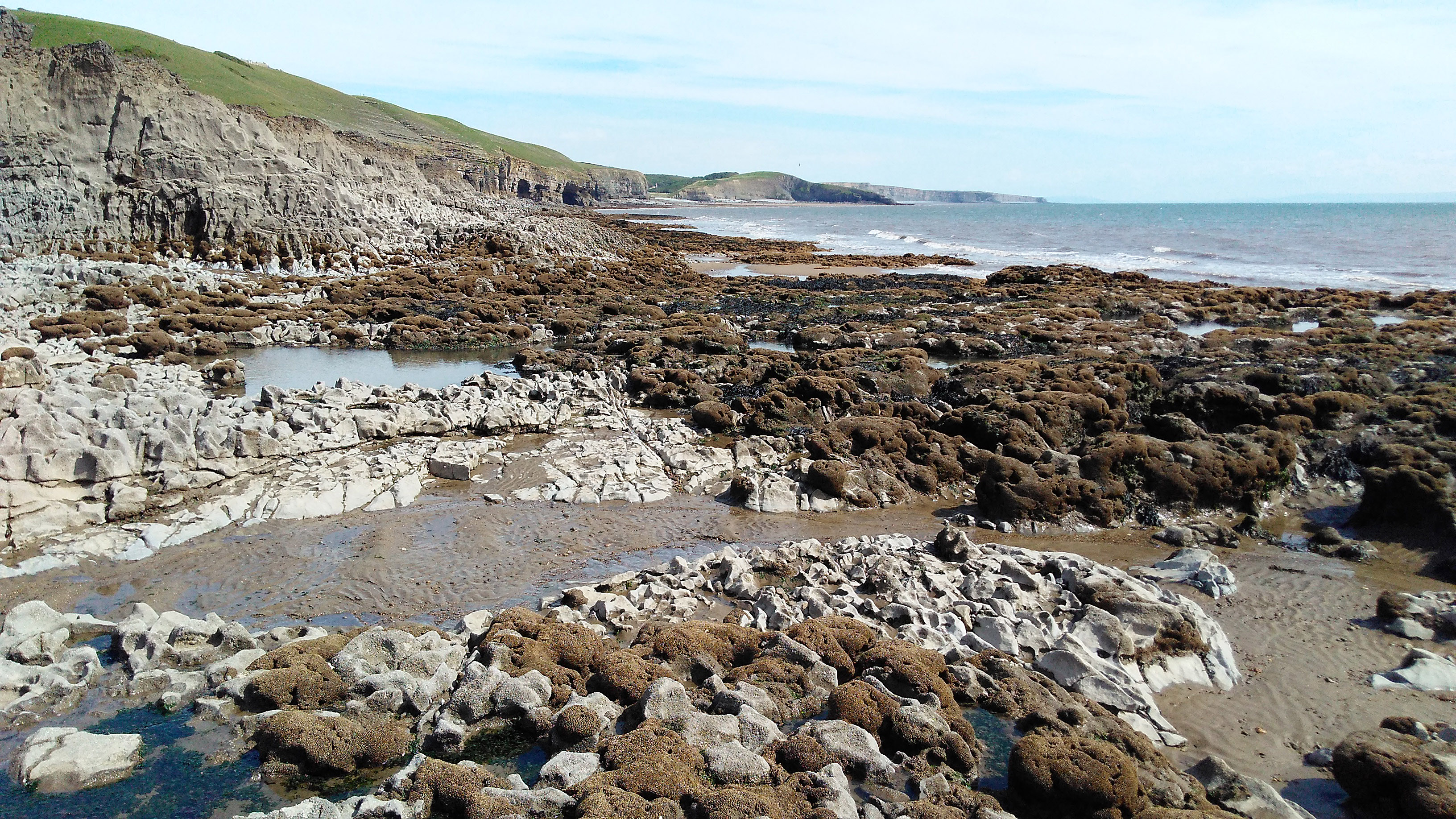
ساحل Southerndown، من الشاطئ الجنوبي لـ Ogmore، باتجاه الجنوب الشرقي.

تم تصنيف الـ 153 هكتورًا (380 فدانًا) الممتدة من الشاطئ والمنحدرات وقمم المنحدرات والعديد من الوديان القصيرة وشديدة الانحدار على أنها أحد المواقع ذات الأهمية العلمية الخاصة لقيمتها الجيولوجية والنباتية. تكشف المنحدرات عن الطبقات الجيولوجية الجيراسية وعن كمية قليلة من الحجر الجيري الكربوني الأساسي، والتي يرجع عمره إلى ما بين 359 330 مليون سنة مضت. وخلال حقبة العصر الثلاثي، قبل 200 ملون سنة مضت، كانت الصخور الجيرية الكربونية قد انحدرت وتآكلت بالفعل. وقد أنشأت مرحلة الترسب الجديدة المزيد من الصخور الرسوبية، بما في ذلك صخور الرصيص الأحمر من العصر الثلاثي والصخور الجيرية الجيراسية البيضاء والمعروفة بحجر Suttom (سوتون)_حجر سلس مطلوب بشدة لأعمال نحت الحجارة_ويتم استخراجه على نطاقٍ واسعٍ أينما وجد. ويتكون هذا الموقع ذو الأهمية العلمية الخاصة من جزأين. أما الجزء الشمالي فهو عبارة رصيف نحت بحري بجوار منطقة Ogmore-by-Sea. وأما الجزء الجنوبي_مع وجود فجوة قصيرة_فيغطي مناطق المد والجزر، والمنحدرات، وقممها العشبية في خليخ دنرافن Dunraven Bay، ورأس تروين ي ويتش Trwyn y Witch، وكذلك وديان كوم ماور Cwm Mawr وكوم باخ Cwm Bach وسواحلهما. ويمر مسار قسم جنوب ساحل ويلز - ساحل ويلز بطول هذا الموقع ذو الأهمية العلمية.

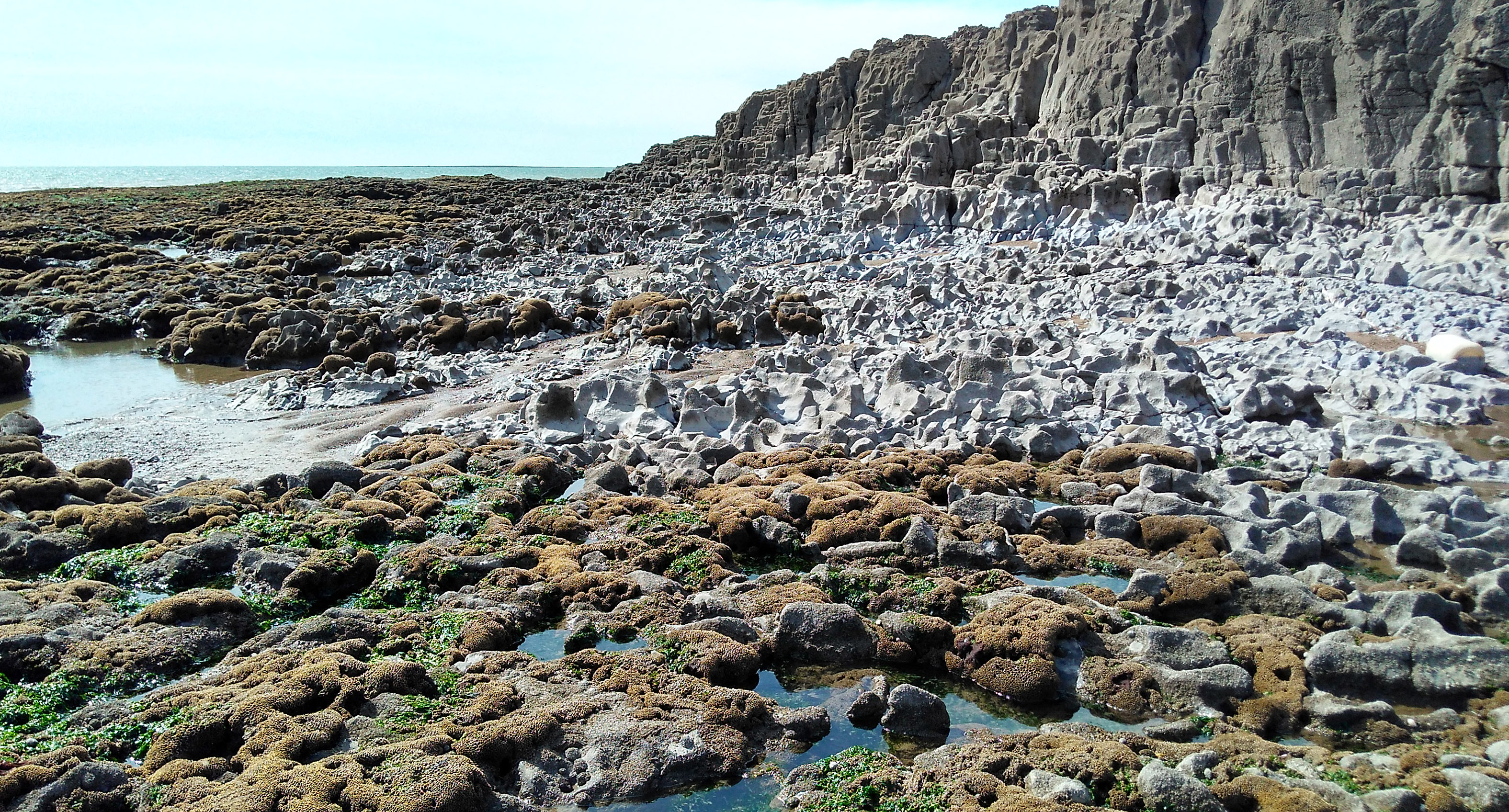
ساحل ساوثرن داون المطل على الغرب والشمال الغربي، مع رصف الحجر الجيري على اليمين

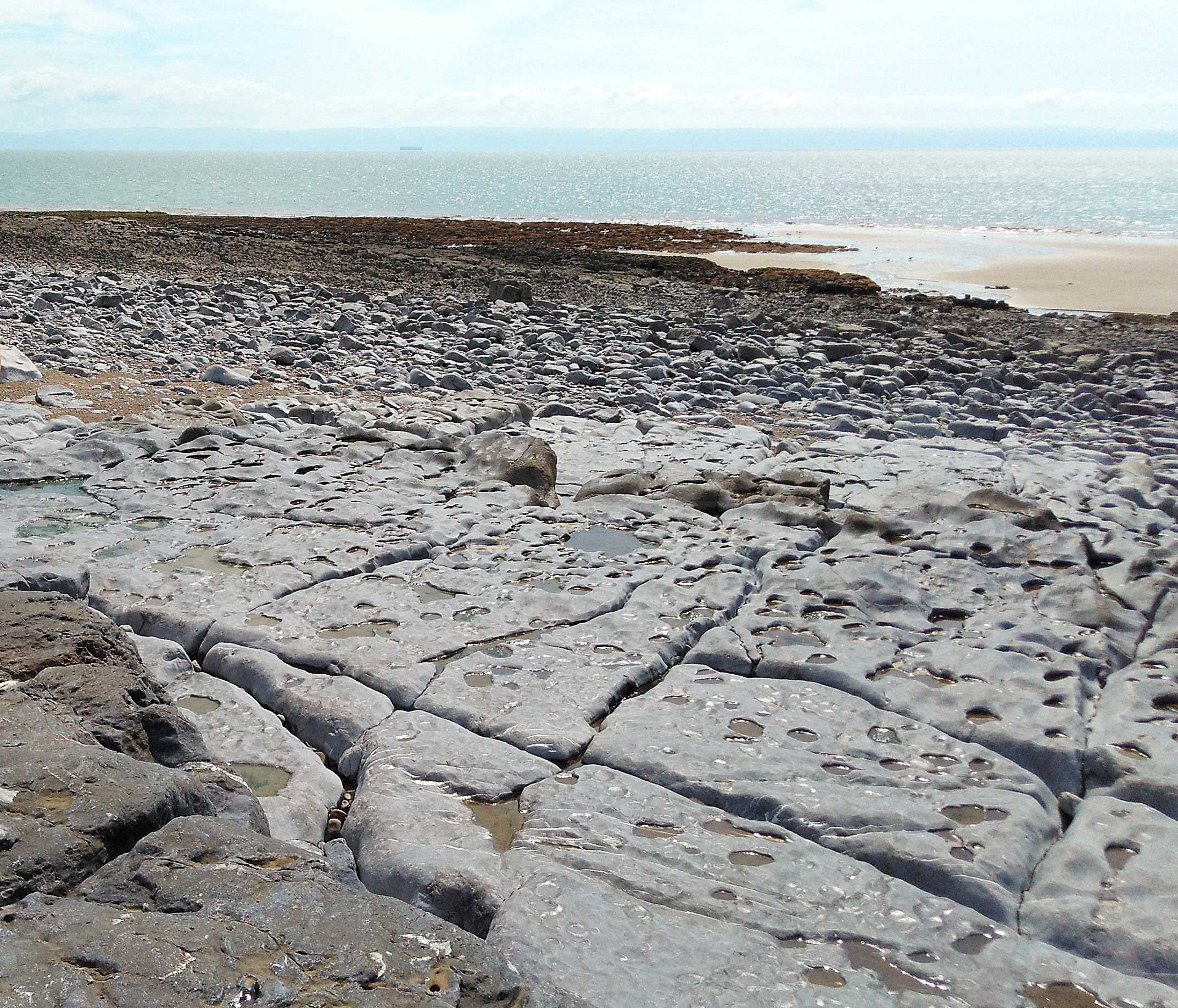
جزء من رصيف الحجر الجيري بالقرب من أوجمور، والشاطئ خلفه

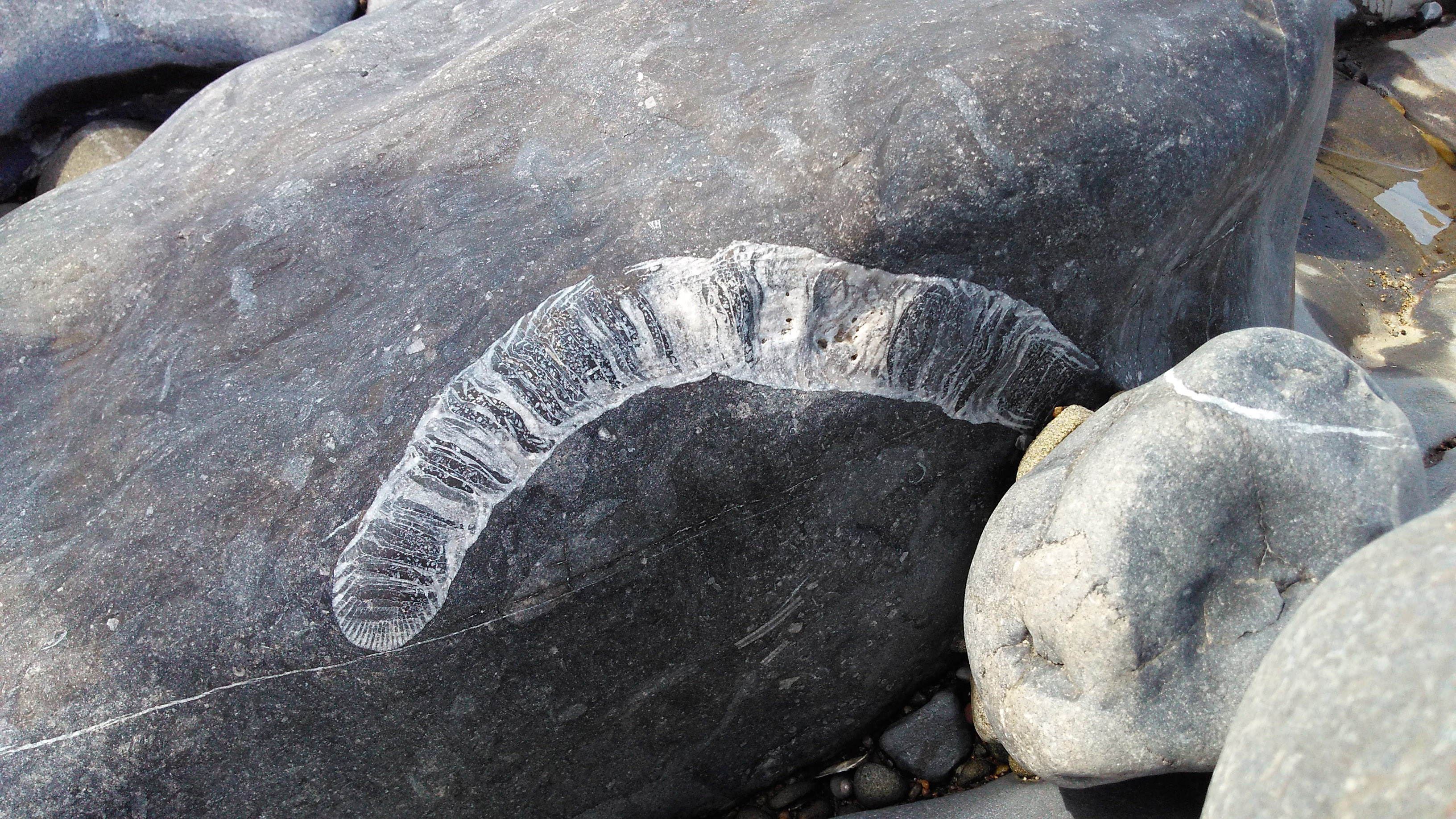
حفرية مرجانية معدنية مجعدة على الشاطئ جنوب أوجمور مباشرة

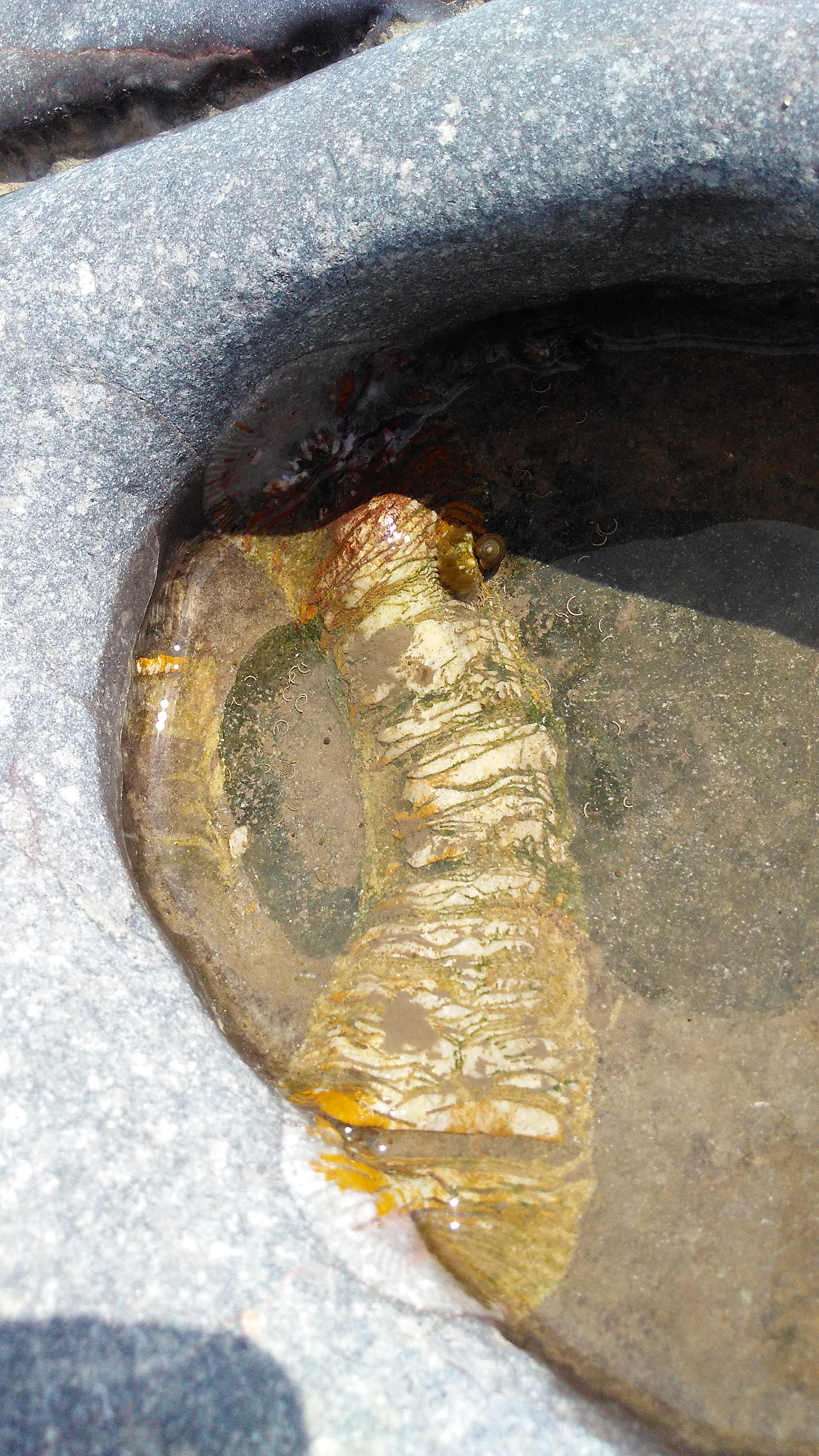
حفرية مرجانية متعرجة مدمجة في بركة صخرية، تُظهر بنية داخلية معدنية، على الشاطئ جنوب أوجمور مباشرةً

### الجيولوجيا
يتم تمييز المواقع الجيولوجية ذات الأهمية العلمية الخاصة لحماية المواقع التي تظهر واحدة أو أكثر من السمات الجيولوجية. وقد تم تمييز هذا الموقع بثلاثة سمات جيولوجية باعتبارها ذات أهمية خاصة :-
- رواسب المروحة الطميية من رواسب العصر الثلاثي حيث كانت تترسب على سطح الحجر الجيري الكربوني المتعرض للتعرية.
- تسلل السوائل المعدنية من العصر الجوراسي إلى البريشيا القاعدية، والحجر الجيري، الكربوني وصخور العصر الثلاثي. كما وتوجد عروق من الكالسيت، والباريت، والغالينا ضمن المنحدرات الساحلية والنتوءات الصخرية البارزة.

- يمكن ملاحظة التغير التدريجي في خصائص الترسيب بدءًا من الرواسب الساحلية (الليتورية) عند حافة المياه وصولاً إلى الرواسب البحرية في المياه الأعمق جنوب شرق بلاك روكس (Black Rocks). وتظهر المنحدرات والساحل هذا الانتقال بشكل أوضح من أي مكان آخر في بريطانيا.

تشمل الأماكن التي يمكن البحث فيها عن هذه السمات الجيولوجية ما يلي:-
- Triassic/Carboniferous unconformity and fan deposit: 51°27′49″N 3°38′27″W / 51.463691°N 3.6409129°W, SS8610675135.
- Fossils in the limestone pavement: 51°27′32″N 3°38′07″W / 51.458959°N 3.6352732°W, SS8648674600.[1]
- The Carboniferous unconformity, karstic fill and mineralised veins: 51°27′30″N 3°38′03″W / 51.458336°N 3.6341714°W, SS8656174529.[1]
- Triassic conglomerates show well at51°27′27″N 3°38′00″W / 51.457555°N 3.6333806°W, SS8661474441.[1]
- A former quarry and lead mine: 51°27′22″N 3°37′45″W / 51.456138°N 3.6290435°W, SS8691274277.[2]
- Deep fissures in the Limestone pavement create blowholes. Overlying this are layers of Sutton Stone outcrops, and thinner banded limestone of the Southerndown beds: 51°27′17″N 3°37′35″W / 51.454782°N 3.6265035°W, SS8708574122.[2]

1. 1 2 3
2. 1 2  Howe، S.R. (مارس 1996). "Geological Walks in Wales: Ogmore-by-Sea" (PDF). www.swga.org.uk. South Wales Geologists' Association. مؤرشف من الأصل (PDF) في 2019-07-14. اطلع عليه بتاريخ 2013-11-05.

### الطبيعة النباتية
تتميز الأرض العشبية على قمة المنحدر بأنها غنية بأنواع النباتية ، مع جموعة من المجتمعات النباتية. حيث يعلو الحجر الجيري سطح المنحدر، وتتواجد الأزهارالبريّة الكلسية بوفرة، وكذلك ولا سيما نبتة القَصِفَة وزهرة الصخر وعشبة النَّمَّام (نوع من الزعتر البري). وتتمتع مناطق محلية أخرى بتربة محايدة وأكثر عمقًا، كما تنتشر فيها زهرة الربيع العطرية وزهرة البنفسج وزهرة رجل العصفور. أما بالقرب من البحر، فيقوم رذاذ الملح بتوفير مجتمعٍ من الأعشاب البحريّة، بما في ذلك، نبتة الفستوكة الحمراء، والجزر البحري، ونبتة رجل العقاب.